# Робін Нойманн
Робін Нойманн (нід. Robin Neumann, 12 грудня 1997) — нідерландська плавчиня.
Учасниця Олімпійських Ігор 2016 року.
Призерка Чемпіонату світу з плавання на короткій воді 2016 року.
Призерка Чемпіонату Європи з водних видів спорту 2016, 2020 років.